# Jastrzębski Węgiel
El KS Jastrzębski Węgiel SA es un club de voleibol de Jastrzębie-Zdrój, en el voivodato de Silesia, en Polonia. Juega en la PlusLiga, la máxima categoría del país. Es uno de los cinco equipo con, al menos, un título de la liga ganado; los otros cuatro son el Skra Bełchatów, el ZAKSA Kędzierzyn-Koźle,  el Resovia Rzeszów y el LUK Lublin.

## Palmarés
- Campeonato de Polonia
  - Ganador (4): 2003-04, 2020-21, 2022-23, 2023-24
    - 2º lugar (3): 2005-06, 2006-07, 2009-10
      - 3er lugar (8): 1990-91, 2000-01, 2002-03, 2008-09, 2012-13, 2013-14, 2016-17, 2018-19

- Copa de Polonia
  - Ganador (2): 2010, 2024
    - 2º lugar (7): 2008, 2012, 2014, 2019, 2021, 2022, 2023

- Supercopa de Polonia
  - Ganador (2): 2022, 2023

- Campeonato Mundial de Clubes de la FIVB
  - 2º lugar (1): 2011

- Champions League
  - 2º lugar (2): 2022-23, 2023-24
    - 3er lugar (1): 2024-25

- Challenge Cup
  - 2º lugar (1): 2008-09